# Phytomastax robusta
Phytomastax robusta är en insektsart som först beskrevs av Bei-bienko 1936.  Phytomastax robusta ingår i släktet Phytomastax och familjen Eumastacidae. Inga underarter finns listade i Catalogue of Life.